# The Tom & Jerry Show (serie animata 2014)
The Tom & Jerry Show (The Tom and Jerry Show) è una serie televisiva animata prodotta da Warner Bros. Animation e Renegade Animation, basata sui personaggi della serie di cortometraggi animati Tom & Jerry creata da William Hanna e Joseph Barbera nel 1940. Negli Stati Uniti venne trasmessa su Cartoon Network e Boomerang dal 9 aprile 2014 fino al 2 febbraio 2021. In Italia è in onda dal 31 marzo 2014 su Boomerang e su Cartoonito e Italia 1 dal 7 dicembre 2015.
È stato trasmesso anche in lingua originale da Mediasud.

## Trama
La serie narra le spericolate battaglie fra il gatto e il topo più famosi della TV in alcune avventure senza trama con sei diverse sinossi:
- La prima vede Tom e Jerry vivere con i loro padroni Ginger e Rick assieme a Spike, Tyke e Tuffy.
- La seconda li vede assistenti delle due streghe Hildie e Beatie nel Medioevo. Questo scenario viene eliminato tra la seconda e la terza stagione.
- Nella terza Tom è randagio, mentre Jerry vive in un laboratorio scientifico con il topo Napoleone e un criceto asociale dalla mente superiore. Questo scenario viene eliminato tra la seconda e la terza stagione.
- Nella quarta entrambi sono protagonisti di una serie gialla "La Gatto & Topo Detective" nella quale ricoprono il ruolo di investigatori della tetra città di Tolucaville.
- Nella quinta Tom lavora come maggiordomo tutto fare in una lussuosa proprietà di Downton Abbey, finendo però sempre nei guai a causa di Jerry. Questo scenario viene introdotto nella terza stagione.
- Nella sesta Tom e Jerry vivono in Transilvania, con caratteristiche bavaresi, in un'evidente parodia dei film horror, dove il gatto viene sbattuto fuori dai padroni ogni sera e il topo è una specie di cacciatore simile a Van Helsing. Questo scenario viene introdotto nella terza stagione.

## Produzione
La serie è prodotta da Warner Bros. Animation e Renegade Animation, con la Renegade che gestisce l'effettivo lavoro di produzione sotto la supervisione di Darrell Van Citters e Ashley Postelwaite. Van Citters è anche il regista della serie. Originariamente la trasmissione sarebbe dovuta cominciare su Cartoon Network nel 2013 prima di venire spostata al 9 aprile 2014. Questa è la seconda serie televisiva di Tom e Jerry prodotta nell'aspect ratio widescreen 16:9. Questo programma è valutato TV-PG, una prima assoluta per una serie di Tom e Jerry.

## Episodi

### Prima stagione
| N° | Titolo italiano              | Titolo inglese                       | Prima TV USA   | Prima TV Italia   |
| -- | ---------------------------- | ------------------------------------ | -------------- | ----------------- |
| 1  | Spike va a scuola            | Spike Gets Skooled                   | 9 aprile 2014  | 31 marzo 2014     |
| 1  | La bacchetta magica          | Cat's Ruffled Fur-niture             | 9 aprile 2014  | 31 marzo 2014     |
| 2  | La nuvola a motore           | Sleep Disorder                       | 16 aprile 2014 | 1º aprile 2014    |
| 2  | In campeggio                 | Tom's In-Tents Adventure             | 16 aprile 2014 | 1º aprile 2014    |
| 3  | Buon Compleanno, Tyke        | Birthday Bashed                      | 23 aprile 2014 | 2 aprile 2014     |
| 3  | La gatta ladra               | Feline Fatale                        | 23 aprile 2014 | 2 aprile 2014     |
| 4  | Giorni di neve               | Cat Nippy                            | 30 aprile 2014 | 3 aprile 2014     |
| 4  | Otto vite a spasso           | Ghost of a Chance                    | 30 aprile 2014 | 3 aprile 2014     |
| 5  | Gioco a incastri             | Holed Up                             | 14 maggio 2014 | 4 aprile 2014     |
| 5  | Barkley il bullo             | One of a Kind                        | 14 maggio 2014 | 4 aprile 2014     |
| 6  | Un giorno fortunato          | Belly Achin                          | 21 maggio 2014 |                   |
| 6  | Caldo torrido                | Dog Daze                             | 21 maggio 2014 |                   |
| 7  | Gatti si nasce               | Birds of a Feather                   | 7 luglio 2014  |                   |
| 7  | Chi ha paura dei vampiri?    | Vampire Mouse                        | 7 luglio 2014  |                   |
| 8  | Furto con scasso             | Entering and Breaking                | 8 luglio 2014  |                   |
| 8  | Elisir di eterna giovinezza  | Franken Kitty                        | 8 luglio 2014  |                   |
| 9  | Gatto di strada              | Tom-Foolery                          | 9 luglio 2014  |                   |
| 9  | Un fantasma in casa          | Haunted Mouse                        | 9 luglio 2014  |                   |
| 10 | Un etciu' di troppo          | Here's Lookin' A-Choo, Kid           | 10 luglio 2014 | 29 settembre 2014 |
| 10 | La forza del biscotto        | Superfield                           | 10 luglio 2014 | 29 settembre 2014 |
| 11 | Due in fuga                  | What a Pain!                         | 11 luglio 2014 |                   |
| 11 | Per un pelo                  | Hop To It                            | 11 luglio 2014 |                   |
| 12 | Ruggles oltre la siepe       | For the Love of Ruggles              | 14 luglio 2014 |                   |
| 12 | Tecno investigatori          | Sleuth or Consequences               | 14 luglio 2014 |                   |
| 13 | Invito a cena                | Dinner Is Swerved                    | 15 luglio 2014 |                   |
| 13 | La pozione dell'amore        | Bottled Up Emotions                  | 15 luglio 2014 |                   |
| 14 | Appuntamento a sorpresa      | Turn About                           | 16 luglio 2014 |                   |
| 14 | La notte di Natale           | The Plight Before Christmas          | 16 luglio 2014 |                   |
| 15 | Quell'amore di Tuffy         | Tuffy Love                           | 17 luglio 2014 |                   |
| 15 | Puf!                         | Poof!                                | 17 luglio 2014 |                   |
| 16 | Top Gatto                    | Top Cat                              | 21 luglio 2014 |                   |
| 16 | Il libro stregato            | Mummy Dearest                        | 21 luglio 2014 |                   |
| 17 | Il regno domestico           | Domestic Kingdom                     | 22 luglio 2014 |                   |
| 17 | Teletrasporto                | Molecular Breakup                    | 22 luglio 2014 |                   |
| 18 | Bagagli a mano               | Just Plane Nuts                      | 23 luglio 2014 |                   |
| 18 | Gli animali non sono ammessi | Pets Not Welcome                     | 23 luglio 2014 |                   |
| 19 | In un mare di guai           | Cruisin' for a Bruisin               | 24 luglio 2014 |                   |
| 19 | Tutti in auto!               | Road Trippin                         | 24 luglio 2014 |                   |
| 20 | Lo specchio magico           | Magic Mirror                         | 25 luglio 2014 |                   |
| 20 | Due grandi detective         | Bone Dry                             | 25 luglio 2014 |                   |
| 21 | Bot-y Guard                  | My Bot-y Guard                       | 28 luglio 2014 |                   |
| 21 | Il paperottolo e la bestia   | Little Quacker and Mister Fuzzy Hide | 28 luglio 2014 |                   |
| 22 | Caccia all'anello            | Pipeline                             | 29 luglio 2014 |                   |
| 22 | Cervello a-TOM-ico           | No Brain, No Gain                    | 29 luglio 2014 |                   |
| 23 | Il detective innamorato      | Cat Napped                           | 30 luglio 2014 |                   |
| 23 | Gatto nero                   | Black Cat                            | 30 luglio 2014 |                   |
| 24 | Sonnellino al calduccio      | Hunger Strikes                       | 31 luglio 2014 |                   |
| 24 | Gravi-Tom                    | Gravi-Tom                            | 31 luglio 2014 |                   |
| 25 | Festa di fantasmi            | Ghost Party                          | 1º agosto 2014 |                   |
| 25 | Gatt-astrofe                 | Cat-Astrophe                         | 1º agosto 2014 |                   |
| 26 | Occhio al malocchio          | Curse Case Scenario                  | 4 agosto 2014  |                   |
| 26 | Di' Cheese                   | Say Cheese                           | 4 agosto 2014  |                   |

### Seconda stagione
| N° | Titolo italiano                        | Titolo inglese               | Prima TV USA      | Prima TV Italia  |
| -- | -------------------------------------- | ---------------------------- | ----------------- | ---------------- |
| 27 | Il mal di denti                        | Dental Case                  | 6 febbraio 2016   | 19 dicembre 2016 |
| 27 | Foto di famiglia                       | Picture Imperfect            | 6 febbraio 2016   | 19 dicembre 2016 |
| 27 | Il grillo canterino                    | One-Way Cricket              | 6 febbraio 2016   | 19 dicembre 2016 |
| 28 | Temporale in casa                      | Slinging in the Rain         | 13 febbraio 2016  |                  |
| 28 | Aspirapolvere tutto fare               | Squeaky Clean                | 13 febbraio 2016  |                  |
| 28 | L'anatra sfortunata                    | Tough Luck Duck              | 13 febbraio 2016  |                  |
| 29 | Aeroplani di carta                     | The Paper Airplane Chase     | 20 febbraio 2016  |                  |
| 29 | Vacanza alle Hawaii                    | Round Tripped                | 27 febbraio 2016  |                  |
| 29 | La nuova arrivata                      | Smitten with the Kitten      | 5 marzo 2016      |                  |
| 30 | Triangolini di formaggio formaggioso   | Cheesy Ball Run              | 12 marzo 2016     |                  |
| 30 | Lo zio Harry                           | Say Uncle                    | 21 settembre 2017 |                  |
| 30 | Marito per finta                       | Here Comes the Bribe         | 21 settembre 2017 |                  |
| 31 | Il compleanno di Spike                 | Slap Happy Birthday          | 21 dicembre 2017  |                  |
| 31 | Vacanze sulla neve                     | Tuffy's Big Adventure        | 21 dicembre 2017  |                  |
| 31 | Stufato di drago                       | Dragon Down the Holidays     | 21 dicembre 2017  |                  |
| 32 | Inseguimento al circo                  | Big Top Tom                  | 21 dicembre 2017  |                  |
| 32 | Gatto scomparso                        | Reward If Lost               | 21 dicembre 2017  |                  |
| 32 | Animale da guardia                     | Build a Beast                | 21 dicembre 2017  |                  |
| 33 | Lezioni di yoga                        | To Kill a Mockingbird        | 21 dicembre 2017  |                  |
| 33 | Dalle noccioline alla zuppa            | From Nuts to Soup            | 21 dicembre 2017  |                  |
| 33 | La mosca ladra                         | No Fly Zone                  | 21 dicembre 2017  |                  |
| 34 | La X indica il tesoro                  | X Marks the Thumpin          | 21 dicembre 2017  |                  |
| 34 | Il fantasma senza casa                 | Charity Case                 | 21 dicembre 2017  |                  |
| 34 | L'anatroccolo sonnambulo               | Duck, Duck, Loose            | 21 dicembre 2017  |                  |
| 35 | I bravi benefattori                    | Dandy Do-Gooders             | 21 dicembre 2017  |                  |
| 35 | La spada di luce e ombra               | Shadow Boxin                 | 21 dicembre 2017  |                  |
| 35 | Un piccolo angioletto                  | Baby Blues                   | 21 dicembre 2017  |                  |
| 36 | Un giorno al mare                      | Life's a Beach               | 8 febbraio 2018   |                  |
| 36 | Il genio cattivo                       | Meanie Genie                 | 8 febbraio 2018   |                  |
| 36 | Attenti alle pulci                     | Flea Bitten                  | 21 dicembre 2017  |                  |
| 37 | Jerry cambia casa                      | I Quit                       | 2 agosto 2018     |                  |
| 37 | L'arte del poker                       | Art of the Deal              | 8 febbraio 2018   | 13 aprile 2017   |
| 37 | Il singhiozzo                          | Hiccup and Away              | 8 febbraio 2018   |                  |
| 38 | Difesa personale                       | Tom-Fu                       | 8 febbraio 2018   | 11 aprile 2017   |
| 38 | Il dente dell'orco                     | You Can't Handle the Tooth   | 8 febbraio 2018   |                  |
| 38 | Il mercatino dell'usato                | Pain for Sale                | 8 febbraio 2018   |                  |
| 39 | La cena è servita                      | Downton Tabby                | 2 agosto 2018     | 12 aprile 2017   |
| 39 | La zucca più bella                     | Growing Pains                | 8 febbraio 2018   |                  |
| 39 | A caccia di topi                       | Toodle Boom                  | 8 febbraio 2018   |                  |
| 40 | Un ciclone in casa                     | Bringing Down the House      | 8 febbraio 2018   |                  |
| 40 | Il mittente sconosciuto                | Return to Sender             | 8 febbraio 2018   | 10 aprile 2017   |
| 40 | Trappole per topi                      | Jerry Rigged                 | 2 agosto 2018     | 11 aprile 2017   |
| 41 | Il dipinto                             | The Art of War               | 21 dicembre 2017  |                  |
| 41 | Anche i cuscini dormono                | Pillow Case                  | 2 agosto 2018     | 13 aprile 2017   |
| 41 | Sistema di insicurezza                 | Home Insecurity              | 8 febbraio 2018   | 10 aprile 2017   |
| 42 | Le bugie hanno la coda storta          | The Tail of Two Kitties      | 2 agosto 2018     | 12 aprile 2017   |
| 42 | Crema evanescente                      | Vanishing Creamed            | 2 agosto 2018     | 14 aprile 2017   |
| 42 | Un brutto incubo                       | Unhappily Married After      | 2 agosto 2018     | 17 aprile 2017   |
| 43 | Tom il babysitter                      | Splinter of Discontent       | 2 agosto 2018     | 17 aprile 2017   |
| 43 | Detective privati in azione            | Forget Me Not                | 29 novembre 2018  |                  |
| 43 | L'arrivo di Tom                        | In the Beginning             | 2 agosto 2018     |                  |
| 44 | Il ritorno di Zio Pecos                | Uncle Pecos Rides Again      | 2 agosto 2018     | 17 aprile 2017   |
| 44 | Il fraintendimento                     | Out with the Old             | 2 agosto 2018     |                  |
| 44 | L'importante è vincere                 | Tic-Tyke-Do'h                | 29 novembre 2018  | 21 aprile 2017   |
| 45 | Chi la fa l'aspetti                    | Tom and Jerry-Geddon         | 29 novembre 2018  | 21 aprile 2017   |
| 45 | La marionetta prende vita              | No Strings Attached          | 29 novembre 2018  | 18 aprile 2017   |
| 45 | Problemi di linea                      | Move It or Lose It           | 29 novembre 2018  | 19 aprile 2017   |
| 46 | Amore a prima vista                    | Wing Nuts                    | 29 novembre 2018  | 25 aprile 2017   |
| 46 | Gara di ballo                          | Cat Dance Fever              | 29 novembre 2018  | 20 aprile 2017   |
| 46 | Non fate arrabbiare l'anatroccolo      | Hunger Games                 | 29 novembre 2018  | 26 aprile 2017   |
| 47 | Il gatto perde il pelo ma non il vizio | Hair Today, Gone Tomorrow    | 29 novembre 2018  | 24 aprile 2017   |
| 47 | Caso in ospedale                       | Missing in Traction          | 29 novembre 2018  | 24 aprile 2017   |
| 47 | In collera per il collare              | Funnel Face                  | 29 novembre 2018  | 25 aprile 2017   |
| 48 | L'intossicazione alimentare            | Dirty Rat                    | 29 novembre 2018  | 14 aprile 2017   |
| 48 | Cambio di gatteggiamento               | Cat-titude Adjustment        | 29 novembre 2018  | 26 aprile 2017   |
| 48 | L'acchiappatopi                        | Pinch Hitter                 | 29 novembre 2018  | 27 aprile 2017   |
| 49 | Una notte al museo                     | Fight in the Museum          | 29 novembre 2018  | 28 aprile 2017   |
| 49 | Micetti ladruncoli                     | Kitten Grifters              | 29 novembre 2018  | 27 aprile 2017   |
| 49 | Lezione di scienze                     | School of Hard Knocks        | 29 novembre 2018  |                  |
| 50 | Le cure dello Zio Pecos                | Cat-a-Tonic Mouse            | 29 novembre 2018  | 28 aprile 2017   |
| 50 | Un caso spaziale                       | Brain Food                   | 29 novembre 2018  |                  |
| 50 | L'osso dei desideri                    | Wish Bone                    | 29 novembre 2018  |                  |
| 51 | Il nuovo smartphone di Rick            | Going, Going, Gone Viral     | 29 novembre 2018  |                  |
| 51 | La tartaruga non rispetta le regole    | The Tortoise Don't Play Fair | 29 novembre 2018  |                  |
| 51 | Un pesce fuor d'acqua                  | Fish Out of Water            | 29 novembre 2018  |                  |
| 52 | L'appuntamento                         | Cat Match Fever              | 29 novembre 2018  |                  |
| 52 | L'ingrediente sbagliato                | Cold Snap                    | 29 novembre 2018  |                  |
| 52 | La festa a sorpresa                    | Novel Idea                   | 29 novembre 2018  |                  |

### Terza stagione
| N° | Titolo italiano                       | Titolo inglese                         | Prima TV USA     | Prima TV Italia |
| -- | ------------------------------------- | -------------------------------------- | ---------------- | --------------- |
| 53 | Il merlo indiano                      | Someone's in the Kitchen with Mynah    | 1º febbraio 2019 |                 |
| 53 | Un po' di movimento                   | When You Leash Expect It               | 1º febbraio 2019 |                 |
| 53 | Tom maggiordomo                       | Don't Cut the Cheese                   | 1º febbraio 2019 |                 |
| 54 | Jerry e il polpo                      | Calamari Jerry                         | 1º febbraio 2019 |                 |
| 54 | Gatto da croquet                      | Cattyshack                             | 1º febbraio 2019 |                 |
| 54 | Drone dolce drone                     | Drone Sweet Drone                      | 1º febbraio 2019 |                 |
| 55 | Casa lontana da casa                  | Home Away from Home                    | 1º febbraio 2019 |                 |
| 55 | Dalle stelle alle stalle              | From Riches to Rags                    | 1º febbraio 2019 |                 |
| 55 | Tom sotto ipnosi                      | Chew Toy                               | 1º febbraio 2019 |                 |
| 56 | In perfetta forma fisica              | Live and Let Diet                      | 1º febbraio 2019 |                 |
| 56 | In vacanza dalla zia                  | Auntie Social                          | 1º febbraio 2019 |                 |
| 56 | Una gatta snob                        | A Snootful                             | 1º febbraio 2019 |                 |
| 57 | La vaschetta per volatili             | Lame Duck                              | 1º febbraio 2019 |                 |
| 57 | Parenti invadenti                     | It's All Relative                      | 1º febbraio 2019 |                 |
| 57 | Paura dei cetrioli                    | Vegged Out                             | 1º febbraio 2019 |                 |
| 58 | Caccia alla volpe                     | Faux Hunt                              | 1º febbraio 2019 |                 |
| 58 | Il blues dell'amore                   | Frown and Country                      | 1º febbraio 2019 |                 |
| 58 | Le biglie perdute                     | Lost Marbles                           | 1º febbraio 2019 |                 |
| 59 | Talent Show                           | Vocal Yokal                            | 1º febbraio 2019 |                 |
| 59 | SOS criceti                           | Hamster Hoopla                         | 1º febbraio 2019 |                 |
| 59 | Tiro al piattello                     | Tuff Shooting                          | 1º febbraio 2019 |                 |
| 60 | Come dominare i nervi e vivere felici | Anger Mismanagement                    | 1º febbraio 2019 |                 |
| 60 | Vampiro per una notte                 | Vampire State                          | 1º febbraio 2019 |                 |
| 60 | Finché canta la lady non è finita     | It Ain't Over Until the Cat Lady Sings | 1º febbraio 2019 |                 |
| 61 | Uova a colazione                      | Eggstra Credit                         | 1º febbraio 2019 |                 |
| 61 | Festa in maschera                     | Costume Party Smarty                   | 1º febbraio 2019 |                 |
| 61 | La battaglia dei maggiordomi          | Battle of the Butlers                  | 1º febbraio 2019 |                 |
| 62 | Roba da capre                         | Kid Stuff                              | 1º febbraio 2019 |                 |
| 62 | Il ladro di cuori                     | Stolen Heart                           | 1º febbraio 2019 |                 |
| 62 | L'ultima risata                       | The Last Laugh                         | 1º febbraio 2019 |                 |
| 63 | Il gatto invisibile                   | The Invisible Cat                      | 1º febbraio 2019 |                 |
| 63 | Occhio di lince e vista d'aquila      | Eagle Eye Jerry                        | 1º febbraio 2019 |                 |
| 63 | Zombi a zonzo                         | Catching Some Z's                      | 1º febbraio 2019 |                 |
| 64 | Il ping pong dell’amore               | Frenemies                              | 1º febbraio 2019 |                 |
| 64 | Siamo ciò che mangiamo                | You Are What You Eat                   | 1º febbraio 2019 |                 |
| 64 | I due dog-sitter                      | Not My Tyke                            | 1º febbraio 2019 |                 |
| 65 | Piscina Party                         | Everyone Into the Pool                 | 1º febbraio 2019 |                 |
| 65 | Serata con Frankenstein               | A Head for Science                     | 1º febbraio 2019 |                 |
| 65 | Topostop                              | Cat Cop                                | 1º febbraio 2019 |                 |
| 66 | Il demolitore                         | Dis-Repair Man                         | 1º febbraio 2019 |                 |
| 66 | Doppio guaio                          | Double Dog Trouble                     | 1º febbraio 2019 |                 |
| 66 | Giochi invernali                      | Hockey Jockeys                         | 1º febbraio 2019 |                 |
| 67 | La pozione magica                     | Hyde and Shriek                        | 1º febbraio 2019 |                 |
| 67 | Il blues della lucciola               | Lightning Bug Blues                    | 1º febbraio 2019 |                 |
| 67 | Profumo party                         | Perfume Party                          | 1º febbraio 2019 |                 |
| 68 | Trattamento reale                     | The Royal Treatment                    | 1º febbraio 2019 |                 |
| 68 | La bestia della palude                | The Beast from the Bayou               | 1º febbraio 2019 |                 |
| 68 | Uniti si vince                        | Alley Oops!                            | 1º febbraio 2019 |                 |
| 69 | I gatti del jazz                      | All Cat Jazz                           | 1º febbraio 2019 |                 |
| 69 | Mamma, la mummia!                     | Wrap Star                              | 1º febbraio 2019 |                 |
| 69 | Gatto-cadabra                         | Magic Hat Cat                          | 1º febbraio 2019 |                 |
| 70 | Scuola di galateo                     | Charm School Dropouts                  | 1º febbraio 2019 |                 |
| 70 | Guida pazza                           | Driven Crazy                           | 1º febbraio 2019 |                 |
| 70 | Un mal di pancia Stellare             | A Star is Forlorn                      | 1º febbraio 2019 |                 |
| 71 | Intrusi nel camino                    | Bird Flue                              | 1º febbraio 2019 |                 |
| 71 | Il gatto-ragno                        | Tom's Tangled Web                      | 1º febbraio 2019 |                 |
| 71 | Il fantino fantasma                   | Saddle Soreheads                       | 1º febbraio 2019 |                 |
| 72 | La salsa di Rosemary                  | Rosemary's Gravy                       | 1º febbraio 2019 |                 |
| 72 | Uova sul treno                        | Eggs on a Train                        | 1º febbraio 2019 |                 |
| 72 | Maiale da tartufo                     | Truffle Trouble                        | 1º febbraio 2019 |                 |
| 73 | Sbarre e strisce                      | Bars and Stripes                       | 1º febbraio 2019 |                 |
| 73 | Orologio a cucù                       | Cuckoo Clock                           | 1º febbraio 2019 |                 |
| 73 | Serra carnivora                       | Plant Food                             | 1º febbraio 2019 |                 |
| 74 | Piccola peste                         | Whack a Gopher                         | 1º febbraio 2019 |                 |
| 74 | L'ananas viola                        | Hula Whoops                            | 1º febbraio 2019 |                 |
| 74 | Gioco di ossa                         | A Game of Bones                        | 1º febbraio 2019 |                 |
| 75 | Scherzi sul ring                      | Bull Fight                             | 1º febbraio 2019 |                 |
| 75 | Le Olimpiadi dei cuccioli             | No Contest                             | 1º febbraio 2019 |                 |
| 75 | Trionfo di dolci                      | Calorie Count                          | 1º febbraio 2019 |                 |
| 76 | Cacciatori di fortuna                 | Fortune Hunters                        | 1º febbraio 2019 |                 |
| 76 | Cambia gioco                          | Game Changer                           | 1º febbraio 2019 |                 |
| 76 | Bacio e trucco                        | Kiss and Makeup                        | 1º febbraio 2019 |                 |
| 77 | La vendetta del fantasma              | Suitable for Framing                   | 1º febbraio 2019 |                 |
| 77 | Gara di galanteria                    | Springtime for Spike                   | 1º febbraio 2019 |                 |
| 77 | Buonanotte ai cavalieri               | Knighty Knight Knight                  | 1º febbraio 2019 |                 |
| 78 | Il Fan-Tom-sma dell'Umpa              | Phan-Tom of the Oompah                 | 1º febbraio 2019 |                 |
| 78 | La ballata di Erba-Gatta Kid          | Ballad of the Catnip Kid               | 1º febbraio 2019 |                 |
| 78 | Immagine allo specchio                | Mirror Image                           | 1º febbraio 2019 |                 |

### Quarta stagione
| N°  | Titolo italiano                 | Titolo inglese                   | Prima TV USA    | Prima TV Italia |
| --- | ------------------------------- | -------------------------------- | --------------- | --------------- |
| 79  | Il topo palestrato              | Gym Rat                          | 2 febbraio 2021 |                 |
| 79  | La pallina crespa               | Scrunch Time                     | 2 febbraio 2021 |                 |
| 79  | Topi da Marte                   | Mice from Mars                   | 2 febbraio 2021 |                 |
| 80  | Il Piccione Maltese             | The Maltese Pigeon               | 2 febbraio 2021 |                 |
| 80  | Il pifferaio con la cornamusa   | Loch Ness Mess                   | 2 febbraio 2021 |                 |
| 80  | Il licantropo della Gatsilvania | Werewolf of Catsylvania          | 2 febbraio 2021 |                 |
| 81  | Il cugino americano             | The Great Catsby                 | 2 febbraio 2021 |                 |
| 81  | Scuola per detective            | A Class of Their Own             | 2 febbraio 2021 |                 |
| 81  | Nella tana dello yeti           | Yeti, Set, Go                    | 2 febbraio 2021 |                 |
| 82  | Il tesoro del pirata            | Ghoul's Gold                     | 2 febbraio 2021 |                 |
| 82  | Blob mangiatutto                | What About Blob?                 | 2 febbraio 2021 |                 |
| 82  | L'ora della festa               | Mouse Party                      | 2 febbraio 2021 |                 |
| 83  | Senza trucco e senza inganno    | Maust                            | 2 febbraio 2021 |                 |
| 83  | Cervello da puncake             | Tom Prix                         | 2 febbraio 2021 |                 |
| 83  | Dolce far niente                | Hip Replacement                  | 2 febbraio 2021 |                 |
| 84  | Gatt-acombe                     | Cat-a-Combs                      | 2 febbraio 2021 |                 |
| 84  | Errore gatt-astrofico           | Cat-astrophic Failure            | 2 febbraio 2021 |                 |
| 84  | L'indesiderato                  | Un-Welcome Home                  | 2 febbraio 2021 |                 |
| 85  | Granchi a colazione             | Downton Crabby                   | 2 febbraio 2021 |                 |
| 85  | Mega-Tom                        | Mega-Tom                         | 2 febbraio 2021 |                 |
| 85  | Storie spaventose               | Jabberwock                       | 2 febbraio 2021 |                 |
| 86  | Tutti al circo                  | A Clown Without Pity             | 2 febbraio 2021 |                 |
| 86  | Paperese stretto                | Duck Sitting                     | 2 febbraio 2021 |                 |
| 86  | Tre teste sono meglio di una    | Three Heads Are Better Than One  | 2 febbraio 2021 |                 |
| 87  | A corto di legna                | Dam Busters                      | 2 febbraio 2021 |                 |
| 87  | Quel diavoletto di un angelo!   | The Devil You Know               | 2 febbraio 2021 |                 |
| 87  | Contando le pecore              | Counting Sheep                   | 2 febbraio 2021 |                 |
| 88  | Vecchio ma non troppo           | The Old Gray Hair                | 2 febbraio 2021 |                 |
| 88  | Il bel lavanderino              | Chutes and Tatters               | 2 febbraio 2021 |                 |
| 88  | Il baffo della vittoria         | (Not) Your Father's Mouse-Stache | 2 febbraio 2021 |                 |
| 89  | Pallunatici                     | Balloonatics                     | 2 febbraio 2021 |                 |
| 89  | Palla di gloria                 | Ball of Fame                     | 2 febbraio 2021 |                 |
| 89  | La guardia-bot                  | My Buddy Guard                   | 2 febbraio 2021 |                 |
| 90  | Gara per tipi tosti             | Hangin' Tough                    | 2 febbraio 2021 |                 |
| 90  | L'ombra del dubbio              | Shadow of a Doubt                | 2 febbraio 2021 |                 |
| 90  | Una piccola cosa                | It's the Little Things           | 2 febbraio 2021 |                 |
| 91  | Un fan modesto                  | Always Say Never Again           | 2 febbraio 2021 |                 |
| 91  | Tra i boschi                    | Into the Woods                   | 2 febbraio 2021 |                 |
| 91  | Cugini e consorti               | Mice Fair Ladies                 | 2 febbraio 2021 |                 |
| 92  | Un ospite sgradito              | Hot Wings                        | 2 febbraio 2021 |                 |
| 92  | L'oca canadese                  | Wild Goose Chase                 | 2 febbraio 2021 |                 |
| 92  | La vicina di casa               | Play Date with Destiny           | 2 febbraio 2021 |                 |
| 93  | La guardia reale                | Mind Your Royal Manners          | 2 febbraio 2021 |                 |
| 93  | Un raro esemplare               | A Rare Breed                     | 2 febbraio 2021 |                 |
| 93  | Spike e Mike                    | Oh Brother                       | 2 febbraio 2021 |                 |
| 94  | Un cane da salvare              | Who Sled the Dogs Out?           | 2 febbraio 2021 |                 |
| 94  | Un parassita acqua e sapone     | Tick, Tick, Tick                 | 2 febbraio 2021 |                 |
| 94  | Come due farfalle               | The Butterfly Effect             | 2 febbraio 2021 |                 |
| 95  | Pacchi da spaccare              | Curiosity Thrilled the Cat       | 2 febbraio 2021 |                 |
| 95  | Piccoli amici verdi             | The Wearing of the Green         | 2 febbraio 2021 |                 |
| 95  | Palla di fuoco                  | Ball of Fire                     | 2 febbraio 2021 |                 |
| 96  | Il topo mascherato              | The Masked Mouse                 | 2 febbraio 2021 |                 |
| 96  | La guerra delle rose            | Flower Power                     | 2 febbraio 2021 |                 |
| 96  | Un orso fuori posto             | Polar Excess                     | 2 febbraio 2021 |                 |
| 97  | Il trono di Rick                | Un-Easy Chair                    | 2 febbraio 2021 |                 |
| 97  | Ho perso la zucca               | Something to Crow About          | 2 febbraio 2021 |                 |
| 97  | Il cucciolo di mamma            | Hush Puppy                       | 2 febbraio 2021 |                 |
| 98  | Le tute di sicurezza            | Dog Star Spike                   | 2 febbraio 2021 |                 |
| 98  | Tutto per le ciambelle          | Donut Daze                       | 2 febbraio 2021 |                 |
| 98  | La crociera di Tom              | Tom's Cruise                     | 2 febbraio 2021 |                 |
| 99  | I cloni di Tom                  | Ten Toms the Trouble             | 2 febbraio 2021 |                 |
| 99  | Tacchino per cena               | Turkey Tom                       | 2 febbraio 2021 |                 |
| 99  | Tom salvi la Regina             | Tom Save the Queen               | 2 febbraio 2021 |                 |
| 100 | Il desiderio                    | Party Animals                    | 2 febbraio 2021 |                 |
| 100 | A passo di tip-tap              | Tap Cat                          | 2 febbraio 2021 |                 |
| 100 | Un raro esemplare               | The Ol' Switcheroo               | 2 febbraio 2021 |                 |
| 101 | Cinque semplici regole          | How to Be a Dog                  | 2 febbraio 2021 |                 |
| 101 | Un nuovo amico                  | See Ya Gator                     | 2 febbraio 2021 |                 |
| 101 | Sotto copertura                 | All That Glitters                | 2 febbraio 2021 |                 |
| 102 | Cane da discarica               | Junkyard Pup                     | 2 febbraio 2021 |                 |
| 102 | Il barboncino Francois          | The French Mistake               | 2 febbraio 2021 |                 |
| 102 | Jerry allenatore                | A Kick in the Tail               | 2 febbraio 2021 |                 |
| 103 | La scopa magica                 | Broom for Improvement            | 2 febbraio 2021 |                 |
| 103 | Un cucciolo a sorpresa          | Puppy Guard                      | 2 febbraio 2021 |                 |
| 103 | Il ladro di ossi                | Bones of Contention              | 2 febbraio 2021 |                 |
| 104 | Vita in fattoria                | Farmed and Dangerous             | 2 febbraio 2021 |                 |
| 104 | Le scarpe fortunate             | Slam Dunk                        | 2 febbraio 2021 |                 |
| 104 | Colla attaccatutto              | Attachment Disorder              | 2 febbraio 2021 |                 |

### Quinta stagione
| N°  | Titolo italiano                | Titolo inglese           | Prima TV USA | Prima TV Italia |
| --- | ------------------------------ | ------------------------ | ------------ | --------------- |
| 105 | Problemi giganti               | Giant Problems           |              |                 |
| 105 | L'esercito di ragni            | Eight Legs, No Waiting   |              |                 |
| 105 | Un gorilla per Tom e Jerry     | Ape for Tom and Jerry    |              |                 |
| 106 | Una dieta sana                 | Hold the Cheese          |              |                 |
| 106 | Animali preistorici            | Cave Cat                 |              |                 |
| 106 | Escursione sul Grand Canyon    | Not So Grand Canyon      |              |                 |
| 107 | I tre topolini                 | The Three Little Mice    |              |                 |
| 107 | L'incontro di boxe             | A Kick in the Butler     |              |                 |
| 107 | Tom Pollicinestein             | Tom Thumblestein         |              |                 |
| 108 | I calzini spariti              | Sock It to Me            |              |                 |
| 108 | La festa del raccolto          | Pumpkin Punks            |              |                 |
| 108 | Attività para-anormali         | Para-Abnormal Activities |              |                 |
| 109 | Il sogno di Jerry              | I Dream of Jerry         |              |                 |
| 109 | Pignatta con sorpresa          | Piñata Yadda Yadda       |              |                 |
| 109 | Signor Nessuno                 | Mr. Nobody               |              |                 |
| 110 | Io e il mio Big Foot           | Me and My Big Foot       |              |                 |
| 110 | Cappuccetto Rosso Gatto        | Little Red Katzen Hood   |              |                 |
| 110 | Il rapimento                   | Professor Meathead       |              |                 |
| 111 | Il trattato di pace            | Pranks for Nothing       |              |                 |
| 111 | La siccità                     | Dry Hard                 |              |                 |
| 111 | Tom Chisciotte                 | Tom Quixote              |              |                 |
| 112 | Il capobranco                  | Top Dog                  |              |                 |
| 112 | Il cobra                       | Rikki Tikki Tabby        |              |                 |
| 112 | La favola della buonanotte     | Day of the Jackalope     |              |                 |
| 113 | Furto al museo                 | Diamonds Are for Never   |              |                 |
| 113 | Il gatto di Camelot            | Camelot Cat              |              |                 |
| 113 | Sfida tra porcellini           | Big Pig                  |              |                 |
| 114 | Il topo del millennio          | Millennium Mouse         |              |                 |
| 114 | Tremotin, il nano              | Grumpelstiltskin         |              |                 |
| 114 | Il cugino dal Polo Sud         | Tuxedo Junction          |              |                 |
| 115 | Una casa sull'albero divisa    | A Treehouse Divided      |              |                 |
| 115 | Una pecorella smarrita         | Crazy for Ewe            |              |                 |
| 115 | Tom Semedimela                 | Tommy Appleseed          |              |                 |
| 116 | Musica al rifugio              | Doghouse Rock            |              |                 |
| 116 | Casa in vendita                | Downsizing               |              |                 |
| 116 | Lord Spike                     | Lord Spike               |              |                 |
| 117 | Tom invisibile                 | Disappearing Tom         |              |                 |
| 117 | Agente Tyke                    | Officer Tyke             |              |                 |
| 117 | L'anatroccolo non tanto brutto | The Not So Ugly Duckling |              |                 |

## Spin-off

### Tom & Jerry a New York
Nel 2021 viene annunciato uno spin-off della serie Tom & Jerry del 2014, intitolato Tom & Jerry a New York, i fatti narrati sono tratti dal film Tom & Jerry del 2021. Gli episodi sono andati in streaming sul servizio americano della Warner Bros. HBO Max., in Italia vanno in onda dal 1º ottobre 2021 su Boomerang e dal 5 giugno 2022 su Cartoonito.

## Doppiaggio
| Personaggio | Doppiatore originale                     | Doppiatore italiano |
| ----------- | ---------------------------------------- | ------------------- |
| Tom         | William Hanna (registrazioni d'archivio) | Massimo Milazzo     |
| Rick        | Stephen Stanton                          | Giuliano Santi      |
| Ginger      | Grey DeLisle                             | Deborah Ciccorelli  |
| Spike       | Rick Zieff                               | Pierluigi Astore    |
| Butch       | Joey D'Auria                             | Vladimiro Conti     |
| Narratore   | Joey D'Auria                             | Mimmo Strati        |

## Tom & Jerry: Piccoli aiutanti di Babbo Natale
Tom & Jerry: Piccoli aiutanti di Babbo Natale (Tom and Jerry: Santa's Little Helpers) è un episodio speciale natalizio diretto sempre da Darrell Van Citters e pubblicato in America del Nord il 7 ottobre 2014 nel primo disco dell'omonima raccolta in due DVD-Video che include altri 29 cortometraggi e segmenti di Tom & Jerry Tales. L'edizione italiana, pubblicata il 19 novembre, include solo il primo disco. Inoltre è stato inserito come bonus nell'edizione Blu-ray Disc di Tom & Jerry e la favola dello schiaccianoci, uscita in America del Nord il 27 ottobre 2020.
In questo cortometraggio, Jerry e Tuffy stanno facendo la bella vita nel laboratorio di Babbo Natale, fino al giorno in cui Tom viene salvato dalla famiglia Claus. Con Tom in casa, al Polo Nord succede una gran confusione, ma quando la polvere si posa i due rivali devono lavorare insieme per salvare il Natale e imparare il vero significato dell'amicizia.